# Reon Yuzuki
Reon Yusuki (柚希 礼音, Yuzuki Reon), de son vrai nom Chie Kanayama (金山千恵, Kanayama Chie), est une actrice et chanteuse japonaise.

## Biographie
Reon Yuzuki débute le ballet à neuf ans. Néanmoins, considérée comme trop grande pour faire carrière dans le milieu, elle doit renoncer à devenir ballerine. Sur les conseils de son père et de son professeur de danse, elle s'intéresse alors à la Revue Takarazuka.
En 1997, elle rejoint l'École de musique de Takarazuka où elle se forme au chant, au théâtre et à la danse, notamment aux claquettes et à la danse classique japonaise. Elle obtient son diplôme deux ans plus tard.
Elle intègre officiellement la Revue Takarazuka en 1999, où elle est une Otokoyaku, une comédienne spécialisée dans les rôles masculins. Membre de la Troupe Lune, elle fait ses débuts dans Nova Bossa Nova.
Yuzuki et Nene Yumesaki (spécialisée dans les rôles féminins Onnagata) deviennent le couple star de la Troupe Etoile en 2009. Pour leur première performance en tant que star, elles s'illustrent dans Taiōshijinki,.
En 2011, elle décroche le prix Kikuta Kazuo dans la catégorie théâtre pour sa performance dans Ocean's Eleven, l'une des plus hautes distinctions dédiées aux personnalités de la scène.
Courant 2014, elle joue le rôle titre dans Napoléon, the Man Who Never Sleeps, écrit et mis en scène par Shūichirō Koike sur une musique de Gérard Presgurvic, le créateur de Roméo et Juliette.
Reon Yuzuki quitte la Revue en 2015. Sa dernière représentation au Théâtre Takarazuka et son spectacle d'adieu, diffusés en direct dans 45 salles japonaises et taïwanaises, attirent près de 26 000 spectateurs. A l'issu de son ultime représentation, environ 12 000 fans se rassemblent devant le Théâtre pour lui faire leurs adieux, ce qui constitue un record pour l'établissement. Elle est restée au sommet de la Troupe Etoile durant six ans ; à ce titre, elle est la seconde otokoyaku phare à avoir connu la plus longue carrière au sein de la Revue, juste après Yōka Wao.
A la suite de son départ, elle rejoint l'agence Amuse Inc.. Pour sa première apparition hors Takarazuka, elle rejoint la troupe de la comédie musicale Prince of Broadway, laquelle célèbre la carrière du réalisateur et producteur Harold Prince. Elle y partage l'affiche avec la célébrité internationale Ramin Karimloo.
En 2018, elle tient l'un des rôles principaux de ZEROTOPIA, une production du tandem Chikyū Gorgeous (formé par Yasufumi Terawaki et Gorō Kishitani). La troupe, prestigieuse, réunit Takanori Nishikawa, Mackenyu, Kana Hanazawa ou encore Takuya Uehara. Quelques mois plus tard, elle incarne l'héroïne éponyme de la comédie musicale Mata Hari ; face à Kazuki Katō et Ryōsuke Miura, elle reprend le rôle lors du revival de 2021, en alternance avec Reika Manaki.
Courant 2023, elle joue pour la première fois un petit rôle au cinéma dans Kono Chīsana Te, où elle retrouve Yasufumi Terawaki. La même année, elle est à l'affiche du thriller horrifique Lumberjack the Monster, signé par le cinéaste emblématique Takashi Miike. Elle y campe la gérante déviante d'un orphelinat qui réalise des expériences sur ses jeunes pensionnaires. Le casting met en avant Kazuya Kamenashi, Nanao, Shota Sometani, Riho Yoshioka et Kiyohiko Shibukawa.
Fin 2023, Reon Yuzuki est officialisée au casting de LUPIN : The Secret of Countess Cagliostro aux côtés de Yūta Furukawa. Elle partage la scène avec Kiho Maaya et Suzuho Makaze, également anciennes membres de la Revue Takarazuka. La Comtesse se travestissant durant le spectacle, Makaze et Yuzuki sont amenées à porter des costumes masculins et adopter une attitude plus virile, comme lorsqu'elles travaillaient au sein de la Revue. Le personnage « très polyvalent » de la Comtesse et ses interprètes sont salués.
Toujours très active sur la scène musicale, elle s'illustre dans de nombreuses productions.

## Carrière

### Performances scéniques

#### Période Takarazuka
- 2008 : The Scarlet Pimpernel : Chauvelin
- 2009 : Taiōshijinki : Damdeok
- 2010 : Hana no Odori Emaki : Zachary "Zack" Mayo
- 2010 / 2013 : Roméo et Juliette, de la Haine à l'Amour : Roméo Montaigu
- 2011 : Nova Bossa Nova : Dorante Vespert
- 2011 - 2012 : Ocean's Eleven : Danny Ocean
- 2012 :  Dança serenata : Isaque
- 2013 : La Rose de Versailles : Fersen : André
- 2014 : Napoléon, the Man Who Never Sleeps : Napoléon
- 2014 : Le Roi Soleil : Louis XIV
- 2015 : Like a Black Panther / Dear Diamond!! : Antonio de Odalys

#### Hors Takarazuka
- 2015 : Prince of Broadway
- 2016 : Resident Evil: Voice of Gaia : Lisa Martin
- 2017 : Comme il vous plaira : Rosalinde
- 2017/ 2020 : Billy Elliot, the Musical : Miss Wilkinson
- 2018 / 2021 / 2025 : Mata Hari : Mata Hari
- 2018 : ZEROTOPIA
- 2019 : Kanban Kaze no Matasaburo : Erica
- 2019 : LEMONADE
- 2019 / 2023 : FACTORY GIRLS : Sarah Bagley
- 2020 / 2022 : The Bodyguard : Rachel Maron
- 2022 : COLOR : la Mère
- 2023 - 2024 : LUPIN: The Secret of Countess Cagliostro : la Comtesse de Cagliostro
- 2024 : Come from Away : Beulah Davis et autres
- 2024 :  RUNWAY
- 2025 : Holiday Inn
- 2025 : Sensei no senaka 〜 aru eiga kantoku no gen'ei-teki kaisō-roku 〜
- 2025 : Mai furendo Jikiru

### Cinéma
- 2023 : Kono Chīsana Te : Satsuki Aida
- 2023 : Lumberjack the Monster : Midori Toma

### Télévision
- 2020 - 2021 : Nagoya iki saishû ressha : Miyuki Yamanaka (2 épisodes)
- 2022 : Shin Shincho Koki : Karin (8 épisodes)
- 2022 : Jizoku Kanou na Koi desu ka? : Vanessa Natsuko Grant (mini-série)